# Staro Nagoričane
Staro Nagoričane (en macédonien : Старо Нагоричане ) est une commune du nord de la Macédoine du Nord. Elle comptait 3 501 habitants en 2021 et s'étend sur 433,41 km2. En 2004, elle a reçu la moitié nord de l'ancienne commune de Klečevce, la moitié sud revenant à Kumanovo.
Son territoire est limitrophe de ceux des communes de Kumanovo, Kratovo et Rankovce et par la Serbie. Elle se trouve dans la vallée de Sredorek, qui fait partie du Žegligovo, et elle est traversée par la Kriva et la Pčinja. Son extrémité nord-est s'étend sur une partie du mont Kozjak.
La commune est connue pour son église Saint-Georges, construite entre 1313 et 1318 par le roi serbe de l'époque, Stefan Uroš II Milutin. L'édifice est tout à fait caractéristique du style byzantino-serbe du XIVe siècle et son intérieur est entièrement recouvert de fresques très bien préservées.
La commune possède également le quatrième plus vieil observatoire astronomique du monde, il s'agit du site préhistorique de Kokino.

## Localités de la commune
En plus de son chef-lieu, Staro Nagoričane, la commune de Staro Nagoričane compte 38 localités :
- Algounya
- Alyintsé
- Arbanachko
- Baylovtsé
- Brechko
- Boukovlyané
- Voynik
- Vragotourtsé
- Vratchévtsé
- Deylovtsé
- Dlabotchitsa
- Dobratcha
- Dragomantsé
- Drenok
- Jeglyané
- Jelyouvino
- Kanarevo
- Karlovtsé
- Koïntsé
- Kokino
- M'glentsé
- Makrech
- Malotino
- Mlado Nagoritchané
- Nikoulyané
- Oblavtsé
- Orah
- Ositché
- Pelintsé
- Pouzayka
- Ramno
- Rouǵintsé
- Stepantsé
- Strezovtsé
- Strnovats
- Tsvetichnitsa
- Tsvilantsé
- Tchelopek

## Démographie
Lors du recensement de 2002, la commune comptait :
- Macédoniens : 3 406 (80,71 %)
- Serbes : 838 (19,13 %)
- Roms : 2 (0,02 %)
- Autres : 12 (0,12 %)